# La memoria dello spazio
La memoria dello spazio (The Patterns of Chaos), tradotto anche col titolo La galassia brucia!, è un romanzo di fantascienza dello scrittore britannico Colin Kapp pubblicato originariamente nel 1972; appartiene a un breve ciclo di due romanzi conosciuto come "serie del Caos" (Series of Chaos), seguito da L'arma del caos.

## Trama
Un agente segreto di nome Bron riprende coscienza nella città di Ashur sul pianeta Onaris, sotto attacco da parte di una flotta spaziale dei Distruttori, barbari che vivono il limite della colonizzazione terrestre. Bron non ricorda nulla, ma nella sua testa parlano tre voci che gli trasmettono da una distanza planetaria: egli è un agente inviato sul pianeta per cercare di fermare i Distruttori, ha assunto l'identità di Ander Halter, un esperto sincretista che gli invasori stanno cercando per i propri fini.
Le voci nella testa di Bron sono quella del dottor Veeder, del generale Ananias e di una donna di nome Jaycee, che evidentemente gli è strettamente legata per ragioni che lui non ricorda. Bron attraversa la città devastata e giunge al luogo dove dovrebbe “cadere” nelle mani dei distruttori, un monastero della religione principale sul pianeta; qui si assoggetta volontariamente a una delle punizioni corporali richieste dalla disciplina della chiesa. Quando viene portato a bordo dell'astronave dei Distruttori, indossa una camicia-cilicio semivivente che gli procura un dolore continuo e intenso, tale da impressionare anche Martin Daiquist, il braccio destro di Cana, il leader degli invasori.
Bron è in collegamento continuo con i tre che gli suggeriscono il comportamento da tenere in ogni situazione pratica. La sua missione sembra facilitata dal fatto che quasi subito sull'astronave dei Distruttori viene a contatto con Cana.
Quando la nave si allontana, il pianeta viene totalmente distrutto da un ordigno. Indignato, Bron non comprende la ragione di tanta ferocia. Cana gli mette a disposizione tutta la strumentazione di bordo, grazie alla quale Bron (o il finto scienziato Ander Halter) si rende conto che l'ordigno di distruzione è stato lanciato da un lontano sistema spaziale almeno 700 milioni di anni fa, e che ha colpito la superficie del pianeta nel punto esatto (con approssimazione di metri) in cui fino a poco prima si trovava Bron stesso.
La cosa è difficilmente comprensibile, anche per i tre in telecollegamento con Bron. Ci sono tra l'altro profondi dissidi tra Ananias, che vorrebbe ottenere il controllo totale della missione, e gli altri due che contano di portare a termine in fretta l'individuazione del pianeta di provenienza dei Distruttori.
È evidente che la perdita di memoria di Bron rischia di causare seri danni alla missione. La sorte del falso Halter è tra l'altro in bilico tra la volontà di Daiquist di eliminarlo e quella di Cana di sfruttarlo per la sua conoscenza del caos.
Ben presto i dati di analisi del caos a bordo della flotta dei distruttori indicano la imminente distruzione di una delle loro astronavi. Dallo spazio profondo esce un veicolo alieno che, non utilizzando l'iperspazio, può solo essere stato lanciato da un lontanissimo pianeta centinaia di milioni di anni fa. Questi ignoti extraterrestri già allora prevedevano da calcoli matematici che un giorno qualcosa sarebbe intervenuto a minacciarli.
Cana si fida di Bron Halter e gli permette di contrastare la minaccia, Bron riesce a creare un evento caotico che annulla la distruzione dell'astronave. Ma un altro colossale pericolo è in arrivo: un'immensa flotta di navi aliene in avvicinamento dallo spazio interstellare. Solo l'unione delle forze tra i Distruttori e la Terra potrebbe tentare di fronteggiare l'invasione.
A questo punto Bron viene forzato a ricordare poco per volta. Lui e Ananias fanno parte di un complotto per convincere le gerarchie terrestri della minaccia reale rappresentata dagli extraterrestri. I Distruttori si sono limitati a prevedere gli attacchi alieni a singoli pianeti, non ne sono gli autori.
Di fronte all'evidenza, il Comando stellare acconsente a organizzare la difesa. Un punto di mediazione tra i due ex nemici è il fatto che la flotta unita sia comandata da Bron. L'invasione deve essere fronteggiata con mezzi che violino le previsioni della teoria del caos, in base alle cui previsioni agisce la flotta aliena.
La battaglia si scatena nello spazio interstellare. Dopo aver subito gravi perdite, Bron si sforza di pensare in maniera non-caotica. I dati evidenziano che questa flotta è stata lanciata nello spazio da un tempo immemore proprio per fermare lui, perché nelle previsioni era scritto che sarebbe arrivato a rappresentare una minaccia per la loro civiltà. Ma al tempo stesso le previsioni devono indicare che non solo la flotta inviata tra le stelle sarebbe stata distrutta, ma che Bron si sarebbe recato fino al loro pianeta d'origine. Ed è ciò che puntualmente si verifica, una volta capito come annullare la minaccia della flotta.
Grazie a successivi balzi nell'iperspazio, Bron segue la traccia caotica della flotta aliena sino al pianeta dove 700 milioni di anni fa era stato tutto previsto.

## Edizioni
- Colin Kapp, La memoria dello spazio, traduzione di Paulette Peroni, Cosmo argento n. 29, Milano, Editrice Nord, 1974.
- Colin Kapp, La galassia brucia!, traduzione di Vittorio Curtoni, urania n. 769, Milano, Mondadori, 1979.